# Cereal

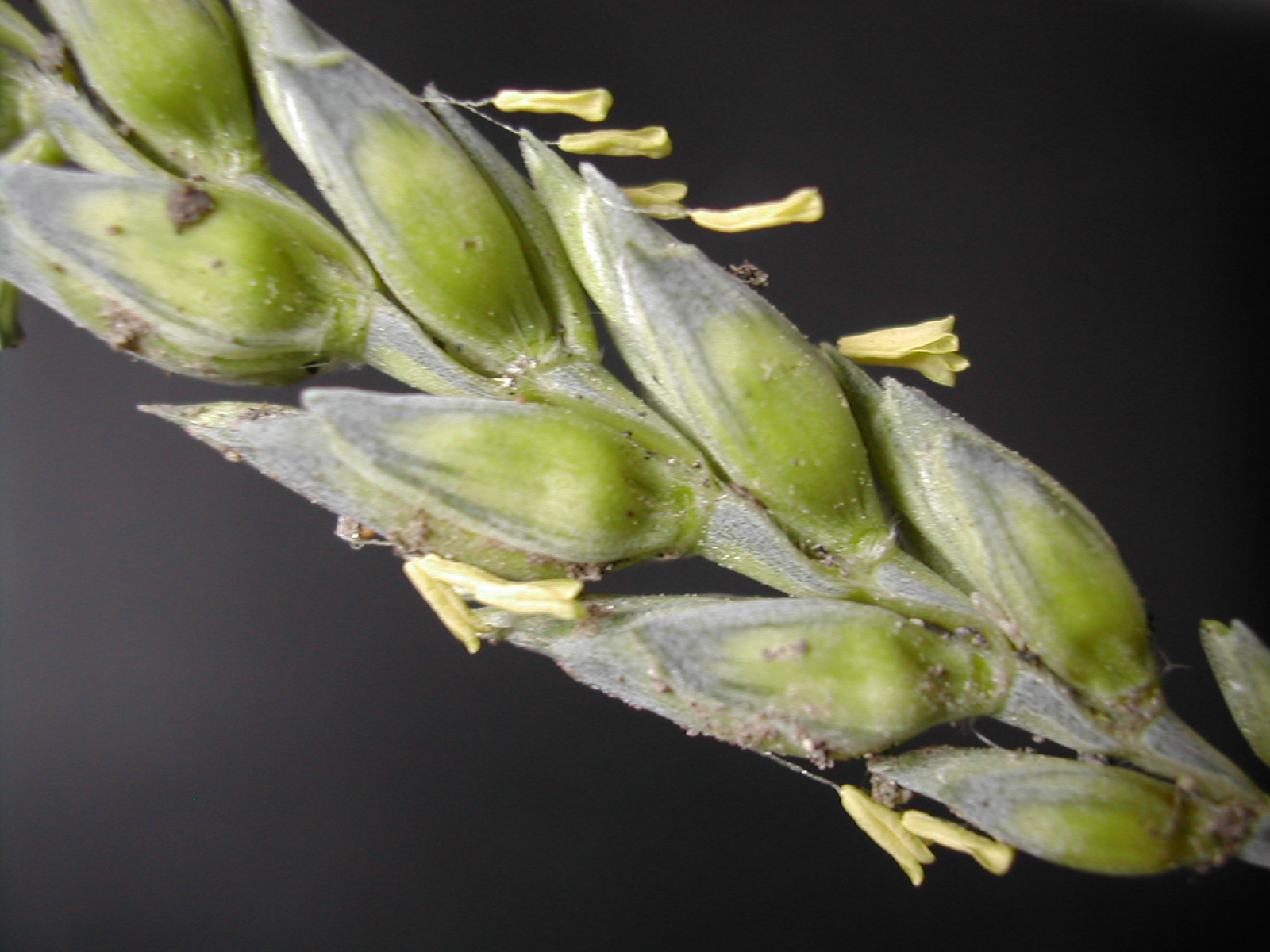
Blat amb flors

Els cereals (de la deessa romana del gra; Ceres) són plantes que s'aprofiten pel gra, que botànicament s'anomena cariopsi, la qual té l'endosperma amb midó que es pot transformar en farina que es presta a diverses preparacions alimentàries (pa, pasta, coca, etc.) i són la matèria primera per a la fabricació de begudes alcohòliques (cervesa, whisky, sake) també del germen dels cereals a més del seu ús dietètic i en alimentació animal, se'n treu oli, especialment del blat de moro.
En sentit estricte només són cereals algunes gramínies però també s'acostuma a considerar com a cereals els grans d'algunes altres famílies conreades per a consum humà o animal. Seguint aquesta interpretació estricta cal considerar només sis cereals: el blat, el blat de moro, l'arròs, l'ordi, la civada i el sègol; en un sentit més ampli, es tendeix a considerar com a cereals el mill i la melca i fins i tot el fajol.
Actualment els cereals forneixen la major part (45%) de les calories alimentàries de la humanitat.
En termes botànics els cereals pertanyen a la família de les poàcies o gramínies. Alguns grans d'altres famílies botàniques s'assimilen de vegades amb els cereals: el gra de fajol (poligonàcies), la quinoa (quenopodiàcies) i el sèsam (pedaliàcies).

## Principals cereals

### Blat de moro
La dacsa, panís, blat de moro, blat de les Índies o moresc (Zea mays ssp. mays, zea prové del grec zeo, viure) és una planta de la família de les poàcies. És originària de Centreamèrica on havia estat domesticada pels pobles indígenes en temps prehistòrics, els registres arqueològics i l'anàlisi filogenètica suggereixen que la domesticació del blat de moro va començar com a mínim fa 6.000 anys. Els asteques i els maies van conrear nombroses varietats al centre i el sud de Mèxic. Gràcies a ser un dels conreus més avançats, va ser la base alimentària de les civilitzacions precolombines mantenint una població nombrosa, a més, els excedents van originar un important comerç a la regió. Va ser conegut pels europeus l'any 1492 durant l'expedició de Cristòfor Colom a Amèrica i durant el segle xvi va ser introduït a Europa i des d'aquí a la resta del món gràcies a la seva adaptabilitat a diversos climes. Les varietats cultivars actuals derivarien de la Zea Mexicana (Zea mays ssp. mexicana) i són força diferents d'aquelles plantes que es conreaven a l'arribada dels europeus a Amèrica, molt més petites i amb pocs grans.
Prolifera en clima tropical o subtropical. En regadiu és el cereal de major rendiment i supera els 10.000 kg/Ha. En llocs massa frescos per ser conreada pel gra (altitud per sobre de 1200 metres o països d'estiu fresc com Gran Bretanya) s'aprofita la planta sencera per ensitjar-la.

### Arròs
L'arròs és una planta herbàcia i semiaquàtica del gènere Oryza. El seu gra és un dels principals aliments de la humanitat, inclòs a la dieta del 70% de la població mundial. L'arròs pròpiament dit té el nom científic d'Oryza sativa mentre l'arròs africà es diu Oryza glaberrima.
Es tracta d'un cereal considerat com aliment bàsic en moltes cultures culinàries (en especial la cuina asiàtica), així com en algunes parts d'Amèrica Llatina. El seu gra correspon al segon cereal més produït del món, després del blat de moro. A causa del fet que el blat de moro és produït per molts altres fins que el del consum humà, es pot dir que l'arròs és el cereal més important per l'alimentació humana, i que contribueix de forma molt eficaç a l'aportació calòrica de la dieta. L'arròs és responsable de l'aportació calòrica d'una cinquena part de les calories consumides al món pels éssers humans. Des de l'any 2008 s'ha realitzat un racionament en alguns països a causa de la carestia d'arròs. A països com Bangladesh i Cambodja pot arribar a ser gairebé les tres quartes parts de l'alimentació de la població.
Es dediquen moltes hectàrees de cultiu per l'arròs al món. Se sap que el 95% del cultiu d'aquest cereal s'estén entre els paral·lels 53° de latitud nord fins a 35° sud. L'origen del cultiu és disputat entre els investigadors, es discuteix l'origen entre la Xina i l'Índia.

### Blat

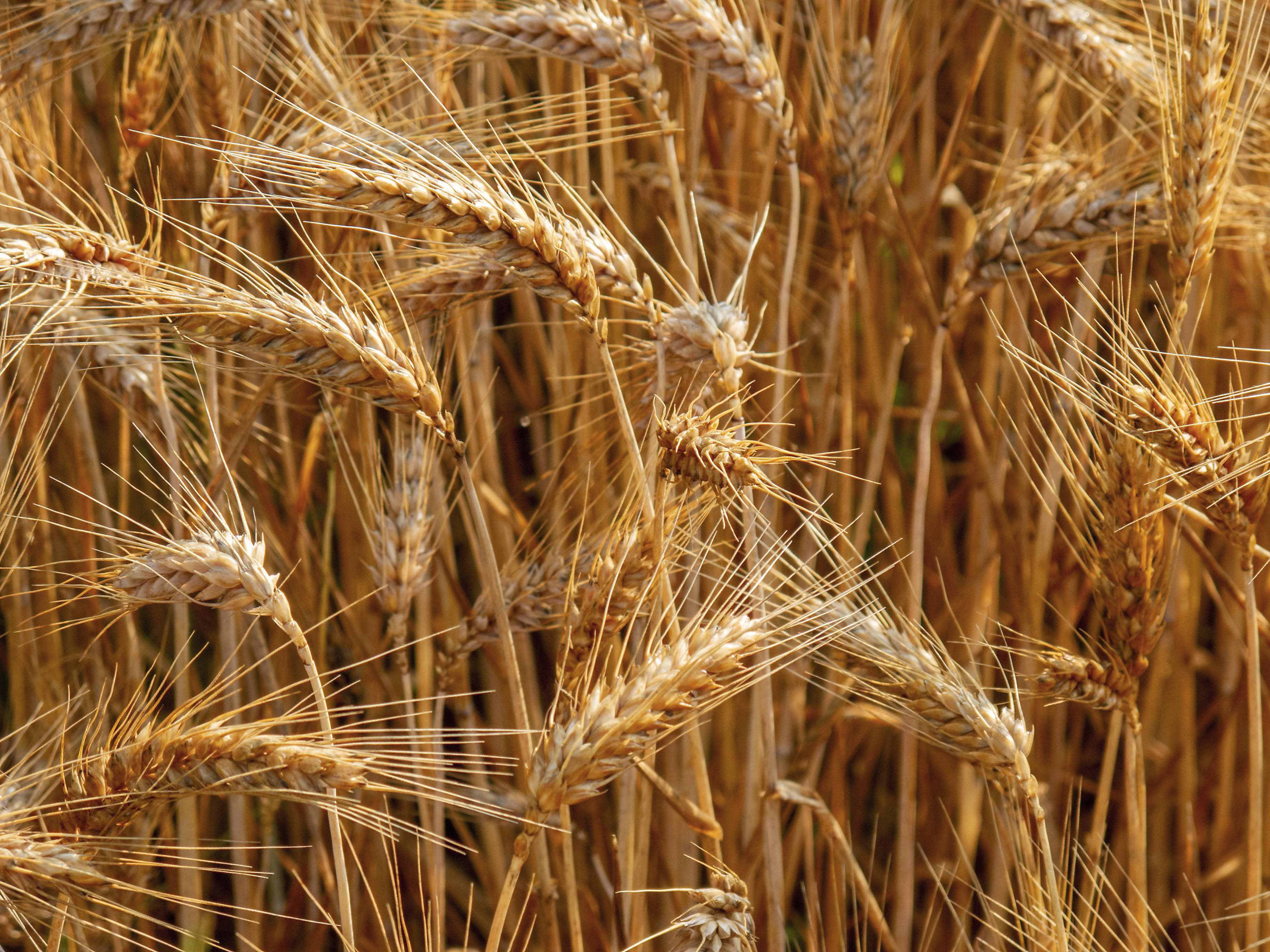
Camp de cereal a Rin de la Carrasca

Blat o forment és el nom d'algunes espècies de plantes del gènere Triticum.
La paraula "blat" designa tant a la planta com a les seves llavors comestibles. Són plantes anuals, àmpliament cultivades a tot el món.
Amb la seva farina barrejada amb aigua i fermentada a temperatura elevada es fa pa. També és una de les matèries primeres d'algunes classes de cervesa.
El blat és un dels tres grans més àmpliament produïts globalment, al costat del blat de moro i l'arròs, i el més àmpliament consumit per l'home de la civilització occidental des de l'antiguitat; ha estat la base alimentària dels pobles de l'Orient Pròxim i Europa. El gra del blat és utilitzat per fer farina, farina integral, sèmola, cervesa i una gran varietat de productes alimentaris.
El seu conreu s'estén des de climes subtropicals com el d'Egipte (conreu d'estació freda), on es cull durant el mes d'abril, fins als temperats-freds com Sibèria, on es cull el setembre.
Les necessitats d'aigua del conreu de blat són relativament modestes (500 litres per una tona de matèria seca) i es pot conrear amb precipitacions anuals entre 300 i 800 litres, però té un període crític, un mes abans d'espigar, en què no pot mancar l'aigua.
Els llocs d'estiu càlid i sec són aptes per a les varietats de gra dur Triticum durum. En llocs d'hivern molt fred com Rússia o el nord dels Estats Units o Canadà se sembren a la primavera varietats de gra tou.

#### Espelta
L'espelta o espelta gran (Triticum aestivum subp.spelta) és considerada com una subespècie de blat (Triticum aestivium) o bé es considera una espècie separada però del mateix gènere, Triticum que el blat, anomenat científicament Triticum spelta. És una espècie hexaploide amb 42 cromosomes. És considerada un híbrid del Triticum dicoccoides i del Triticum boeoticum que es va originar a l'orient mitjà, on va ser cultivada almenys fa 3000 anys. Fins a l'edat mitjana es cultivava a Asturies, Suïssa, el Tirol, i Alemanya.
L'espelta i l'espelta petita (T. monococcum), van ser les primeres espècies domesticades de cereals. El seu conreu és molt antic, però va caure pràcticament en desús i només es va conservar en llocs de clima o terres poc adequades pel blat normal com a certes zones del centre d'Europa. Té un rendiment per ha menor que el blat.
És una planta molt resistent al fred i a les malalties que no ha experimentat les alteracions genètiques de les plantes conreades intensivament.

### Ordi
L'ordi (Hordeum vulgare) és una planta herbàcia anual de la família de les poàcies que es caracteritza per espigues amb llargues arestes. És un cereal de gran importància tant per als animals com per als humans. En la classificació del 2007 de conreus de cereals al món, l'ordi va ser el quart, tant en termes de quantitat produïda (136 milions de tones) com d'àrea de cultiu
El cultiu és força estès (566.000 km² el 2007) i, donades les seves característiques, el conreu a Europa arriba als 70° de latitud Nord (a Rússia els 66°), i a Amèrica els 64°. Quant a l'altitud, arriba fins als 1.800 m a Suïssa i als 3.000 m al Perú, i és el cereal que millor s'adapta a les latituds més elevades. Quant a la temperatura, l'ordi germina a una temperatura mínima de 6 °C. Floreix als 16 °C i madura als 20 °C. Tolera molt bé les baixes temperatures i arriba a suportar els deu graus sota zero.
Els beduïns dels deserts i semideserts acostumaven a sembrar ordi després d'una pluja important i feien una petita collita uns tres mesos després encara que no tornés a ploure.
Al Tibet és el cereal principal i en forma de farina barrejada amb mantega de iac és la base de l'alimentació tradicional.
Normalment se sembra a final de la tardor o començament de l'hivern, i la collita sol ser a final de juny o començament de juliol.
Una vegada batut, la palla és molt apreciada per alimentar el bestiar, més que no pas la del blat.

### Civada
La civada (Avena sativa) és originària del sud-est asiàtic i naturalitzada als Balcans. S'utilitza com a aliment per a les persones i per als animals. Les varietats més cultivades són l'Avena sativa i l'Avena byzantina.
El seu cultiu s'ha estès arreu del món però els llocs on la trobem majoritàriament avui en dia són el centre d'Europa (fins a 60 ° N) i a l'Amèrica del Nord. El conreu de la civada sembla que tingué origen al centre i, especialment, a l'oest d'Europa, on el clima humit i fred de la zona temperada l'afavoreix. Segons el lloc se sembra a la tardor o a la primavera, ja que no resisteix tant els freds de l'hivern com el blat o l'ordi.

### Sègol
El sègol o sègle (Secale cereale) és una planta herbàcia anual, monocotiledònia de la família de les gramínies de 60 a 200 cm d'alçària, de fulles amplament linears i planes, d'espiga llarga, densa i una mica comprimida, i d'espícules amb dues flors aristades.
A diferència de l'ordi i el blat, que van ser domesticats, el sègol apareix, en un principi, com a mala herba dels cultius anteriors. En lloc d'eliminar-la, els pobles la van adoptar com a cultiu. La planta és originària del sud-oest asiàtic, a la regió càspia. En l'any 3000 aC es coneix ja detalladament i el seu cultiu s'estén per Europa durant el següent mil·lenni.
El sègol pot germinar fins a -1 °C i madurar a una temperatura inferior als 12 °C, atributs que li permetrien ésser cultivat en aquells llocs on el blat no ho podia ser, com ara el nord d'Europa. A més, el fet de presentar una rel llarga, de fins a dos metres, el convertiria en un cultiu apte per a llocs secs, especialment de muntanya. És un cereal que es cultiva per extreure'n el gra, com a planta farratgera i per aprofitar un fong que el parasita.

### Sorgo
El sorgo o melca és un gènere de gramínies, amb algunes espècies conreades com cereals i que també inclou algunes males herbes. El gènere comprèn unes trenta espècies dins la família de les poàcies (subfamília de les andropogònies).
Les espècies del gènere són originàries de l'est d'Àfrica, tret d'una única espècie que és nativa de Mèxic.
El sorgo conreat per a gra ocupa la cinquena posició en la producció de gra en el món amb unes 44.000.000 hectàrees conreades.

### Mill
El mill (Panicum miliaceum) és una planta de la família Poaceae. És una gramínia de 40 a 100 cm d'alçada. Fa unes inflorescències (en panícula) denses i penjants.
És originària de l'Índia però molt cultivada a l'antiga Unió Soviètica, la Xina i Àfrica occidental, on forma part de la dieta bàsica. En altres llocs només s'aprofita per a alimentació animal, però igual que el fajol s'ha revitalitzat el consum en la moderna dietètica, ja que és un cereal sense gluten.
Resisteix molt bé la secada i és de fàcil conservació i de cicle molt curt, cosa que permet aprofitar una curta temporada plujosa.

### Pseudocereals
Sota la denominació de Pseudocereals s'agrupen aquelles plantes no poàcies que són explotades de forma igual als cereals.

#### Fajol
El fajol, gra de fajol, blat negre, cairat o blat cairut (Fagopyrum esculentum), és una planta de la família de les poligonàcies. No es tracta des del punt botànic d'un autèntic cereal (no és pas una gramínia ni té gluten), però se'n fa el mateix ús. Tradicionalment era emprat per a pinso per a animals, però a partir dels anys 80 del segle xx el conreu ha ressorgit per l'increment de la nutrició equilibrada i natural. Conté les proteïnes de més alt valor biològic del regne vegetal, cosa que el fa popular entre alguns vegetarians i com que no té gens de gluten en aliments per a celíacs.

#### Quinoa
La quinoa (Chenopodium quinoa) és una planta del gènere Chenopodium, de la família de les amarantàcies conreada principalment per la seva llavor comestible. Originària de la regió andina d'Amèrica on era una espècie conreada molt important al costat de la patata i el blat de moro, durant 6.000 anys. Es pot conrear als Andes i l'altiplà andí fins a una alçada de 4.000 metres. L'alt contingut en saponina de la coberta de la llavor fa que els ocells no ataquin el conreu.
Actualment la quinoa està molt revaloritzada i les Nacions Unides el considera un superconreu per l'alt contingut en proteïna que té (12-18%). A més, conté tots els aminoàcids essencials de manera equilibrada (blat i arròs, en canvi, són baixos en lisina. És rica en fibra dietètica, fòsfor, magnesi i ferro. A més no té gluten i és fàcil de digerir.

#### Sèsam
El Sèsam (Sesamum indicum) és una espècie de la família de les Pedialiàcies. Sembla originària de l'Àfrica, no es troba en estat espontani. Es conrea en regions tropicals i subtropicals per les seves llavors oleaginoses (oli de sèsam). És un dels conreus més antics de la humanitat i ja els sumeris la conreaven i n'exportaven l'oli en grans quantitats. Amb el sèsam es fa oli i tahina, una pasta molt utilitzada en la cuina àrab. Altres usos del sèsam són la decoració de pans, la sal de sèsam "gomasi" o com a ingredient del "sushi" i altres preparacions de la cuina japonesa. Les propietats nutritives de les llavors de sèsam inclouen les de ser anticolesteròlic i anticancerós.

## Conreu de les gramínies

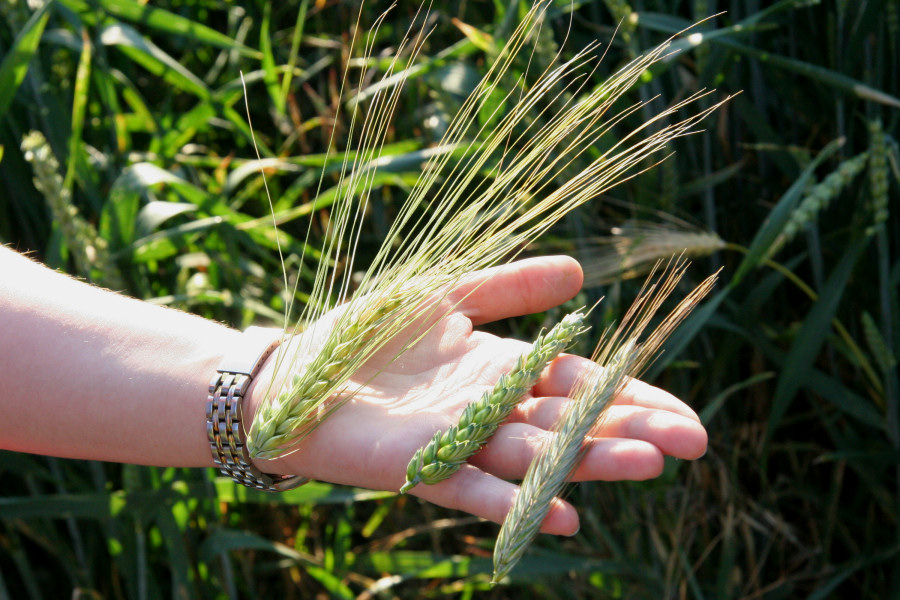
Espigues, d'esquerra a dreta, d'ordi (amb llargues arestes), blat i sègol

- Les poàcies es caracteritzen per la seva gran adaptabilitat a diversos ambients del sòl i climàtics.
- Per tractar-se sempre de plantes herbàcies
- Poden ser sembrades a la primavera si són macrotèrmiques (arròs, blat de moro, sorgo, tef) o a la tardor si són microtèrmiques (blat, ordi, civada, etc.)

## Rellevància dels cereals en la història de la humanitat

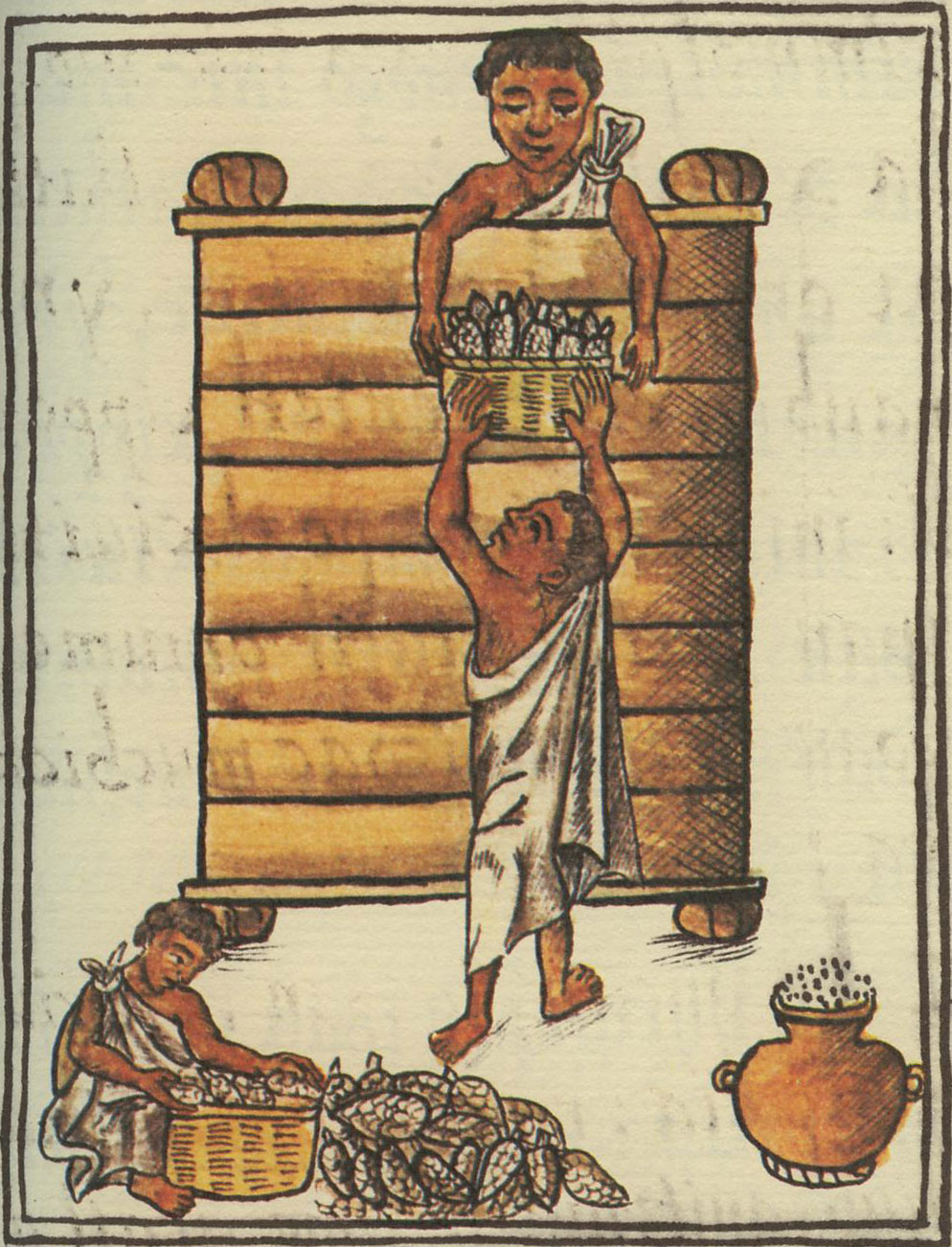
Conservació de dacsa pels azteques

Els cereals van ser, amb les lleguminoses, les primeres famílies de plantes que es van conrear al Neolític. Inicialment es plantaven les varietats salvatges, però amb la selecció es va produir la domesticació d'aquestes espècies, o sigui, la transformació en varietats domèstiques més profitoses, que en el cas dels cereals va conduir a plantes amb grans més grossos (augmentant per tant la productivitat) i que no queien de l'espiga (facilitant-ne la recol·lecció).
Es considera que el conreu dels cereals ha permès el sorgiment de les grans civilitzacions, ja que aquests han estat objecte de l'agricultura. En efecte, pel fet de donar una nutrició regular i abundant als habitants dels pobles, els cereals han permès l'organització de societats més denses i més complexes. Així tenint en compte que els rendiments dels cereals resulten elevats i la conservació és relativament fàcil, ha permès que es constituïssin els excedents que entre altres coses possibiliten el comerç.
Els cereals, base sobre els que s'han construït les civilitzacions, han estat diversos. Pel que fa a l'Orient Mitjà i a Europa el blat ha tingut un paper predominant. En el cas de l'Extrem Orient, allí on es donen les condicions humides necessàries per al conreu, l'arròs, aquest s'ha escollit pel seu gran rendiment i sovint amb la possibilitat d'una doble collita durant el mateix any. Els pobles indoamericans van modificar plantes silvestres creant moltes varietats de dacsa. Finalment a l'Àfrica del Sahel i subsahariana el conreu del mill, una planta capaç d'aprofitar una curta temporada humida, va fer fortuna.

### Els cereals entre els íbers
En l'alimentació dels ibers del nord (del País Valencià al Llenguadoc) els cereals representaven el 59% del consum de productes agrícoles vegetals, molt similar al 53% de la primera edat de ferro. Els ibers septentrionals cultivaven per ordre decreixent els cerals: blat dur (Triticum durum), escanda (Triticum dicoccum), Triticum compactum i l'espelta petita (Triticum monococcum), en total el 46% de les restes arqueològiques trobades eren espècies de blat, l'ordi (Hordeum vulgare de les varietats vulgare i nudum), en total l'ordi representa segons l'arqueologia el 26% dels cereals. Altres cereals estan menys representats com el mill (Panicum miliaceum, 9% del total), el xereix (Setaria italica amb també el 9%) i la civada (Avena sativa amb el 4%.

## Utilització

### Alimentació humana
En alimentació humana es fan servir sobretot el blat i l'arròs, les diverses varietats de mill i sorgo, i el blat de moro. L'ordi maltat té un gran ús per a fer la cervesa. Determinats cereals secundaris s'han tornat a utilitzar en quantitats creixents per la implantació de l'agricultura biològica, com l'espelta, el sègol o la civada. Altres plantes com la quinoa, conreada de forma tradicional a Amèrica del Sud s'han expandit, també gràcies al sector de l'agricultura ecològica.
- Principals formes de consum de cereals :
  - En gra: tots, especialment l'arròs, el moresc, el mill, el fajol i l'ordi, però també el blat dur (sovint precuit), l'espelta, la civada, la quinoa.
  - Farina: blat, sègol, fajol, espelta per la (indústria flequera (pa, galetes i la pastisseria).
  - Sèmola: blat dur (cuscús, bulgur, pastes alimentàries), blat de moro (polenta), mill.
  - Farinetes o cremes: civada (gruel o porridge).
  - Flocs: civada
  - Pastes alimentàries: blat dur, sègol, espelta, arròs, mill, fajol.

### Alimentació animal
Una gran part de la producció mundial és destinada a l'alimentació dels animals de granja: en els països desenvolupats, el 56% del consum de cereals es fa servir per alimentar el bestiar, en canvi en els països en vies de desenvolupament aquesta xifra es redueix al 23%. El 37% de la producció de cereals del món es destina a alimentar els animals de la ramaderia.
En l'alimentació animal pràticament es fan servir tots els tipus de cereals fins i tot el blat tradicionalment reservat al consum humà, sota diverses formes:
- grans sencers.
- grans partits.
- plantes senceres recollides abans de la seva maduresa, sota la forma d'ensitjat: moresc i sorgo.

La palla dels cereals també s'aprofita com aliment en els animals remugants.

### Usos industrials
- Producció d'alcohol etílic i de begudes alcohòliques per fermentació i destil·lació: aquavit, cervesa, ginebra, sake, vodka, whisky…
- Derivats del midó: xarops, dextrosa, dextrina, poliols… extrets principalment de la dacsa, i utilitzats en la indústria agroalimentària, la papereria, la farmàcia i altres.
- La palla, utilitzada en la construcció tradicional i, recentment, en l'ecològica.

## Característiques nutritives
| Anàlisi nutricional de diferents cereals (per 100 g) | Anàlisi nutricional de diferents cereals (per 100 g) | Anàlisi nutricional de diferents cereals (per 100 g) | Anàlisi nutricional de diferents cereals (per 100 g) | Anàlisi nutricional de diferents cereals (per 100 g) | Anàlisi nutricional de diferents cereals (per 100 g) | Anàlisi nutricional de diferents cereals (per 100 g) | Anàlisi nutricional de diferents cereals (per 100 g) | Anàlisi nutricional de diferents cereals (per 100 g) | Anàlisi nutricional de diferents cereals (per 100 g) | Anàlisi nutricional de diferents cereals (per 100 g) | Anàlisi nutricional de diferents cereals (per 100 g) | Anàlisi nutricional de diferents cereals (per 100 g) | Anàlisi nutricional de diferents cereals (per 100 g) | Anàlisi nutricional de diferents cereals (per 100 g) |
| Max Min                                              | Energia (kJ)                                         | Proteïna (g)                                         | Lípids (g)                                           | Glúcids (g)                                          | Calci (mg)                                           | Ferro (mg)                                           | Potassi (mg)                                         | Magnesi (mg)                                         | Vitamina                                             | Vitamina                                             | Vitamina                                             | Vitamina                                             | Vitamina                                             | Vitamina                                             |
| Max Min                                              | Energia (kJ)                                         | Proteïna (g)                                         | Lípids (g)                                           | Glúcids (g)                                          | Calci (mg)                                           | Ferro (mg)                                           | Potassi (mg)                                         | Magnesi (mg)                                         | B1 (mg)                                              | B2 (mg)                                              | B6 (mg)                                              | E (mg)                                               | Àcid fòlic (mg)                                      | B3 (mg)                                              |
| ---------------------------------------------------- | ---------------------------------------------------- | ---------------------------------------------------- | ---------------------------------------------------- | ---------------------------------------------------- | ---------------------------------------------------- | ---------------------------------------------------- | ---------------------------------------------------- | ---------------------------------------------------- | ---------------------------------------------------- | ---------------------------------------------------- | ---------------------------------------------------- | ---------------------------------------------------- | ---------------------------------------------------- | ---------------------------------------------------- |
| Espelta                                              | 1340                                                 | 11,5                                                 | 2,7                                                  | 69,0                                                 | 22                                                   | 4,2                                                  | 447                                                  | 130                                                  | 0,40                                                 | 0,15                                                 | 0,27                                                 | 1,6                                                  | 0,03                                                 | 6,9                                                  |
| Ordi                                                 | 1430                                                 | 11,0                                                 | 2,1                                                  | 72,0                                                 | 38                                                   | 2,8                                                  | 444                                                  | 119                                                  | 0,43                                                 | 0,18                                                 | 0,56                                                 | 0,67                                                 | 0,065                                                | 4,8                                                  |
| Civada                                               | 1530                                                 | 12,5                                                 | 7,1                                                  | 63,0                                                 | 79,6                                                 | 5,8                                                  | 355                                                  | 129                                                  | 0,52                                                 | 0,17                                                 | 0,75                                                 | 0,84                                                 | 0,033                                                | 1,8                                                  |
| Mill                                                 | 1510                                                 | 10,5                                                 | 3,9                                                  | 71,0                                                 | 25                                                   | 9,0                                                  | 215                                                  | 170                                                  | 0,46                                                 | 0,14                                                 | 0,75                                                 | 0,1                                                  | 0,01                                                 | 4,8                                                  |
| Blat de moro                                         | 1498                                                 | 9,0                                                  | 3,8                                                  | 71,0                                                 | 15                                                   | 1,5                                                  | 330                                                  | 120                                                  | 0,36                                                 | 0,20                                                 | 0,40                                                 | 2,0                                                  | 0,026                                                | 1,5                                                  |
| Arròs                                                | 1492                                                 | 7,5                                                  | 2,2                                                  | 75,5                                                 | 23                                                   | 2,6                                                  | 150                                                  | 157                                                  | 0,41                                                 | 0,09                                                 | 0,67                                                 | 0,74                                                 | 0,016                                                | 5,2                                                  |
| Sègol                                                | 1323                                                 | 8,8                                                  | 1,7                                                  | 69,0                                                 | 64                                                   | 5,1                                                  | 530                                                  | 140                                                  | 0,35                                                 | 0,17                                                 | 0,29                                                 | 2,0                                                  | 0,14                                                 | 1,8                                                  |
| Blat                                                 | 1342                                                 | 11,5                                                 | 2,0                                                  | 70,0                                                 | 43,7                                                 | 3,3                                                  | 502                                                  | 173                                                  | 0,48                                                 | 0,24                                                 | 0,44                                                 | 1,35                                                 | 0,09                                                 | 5,1                                                  |

Els grans dels cereals contenen generalment:
- Molt de glúcids, al voltant de 70% a 80%, sota la forma de midó;
- proteïna (fins a un 15% en el blat dur);
- lípids en baixa proporció (menys del 5%), provinents del germen; del qual se'n pot extreure oli, en determinats cereals;
- sals minerals.

El gra està envoltat per una cutícula essencialment feta de cel·lulosa.
Els cereals són principalment interessant per la seva aportació energètica, sota la forma de sucres lents. També són una font de vitamina i de fibra. Les seves proteïnes tenen manca de diversos aminoàcids essencials com la lisina o el triptòfan. Alguns cereals contenen una proteïna particular el gluten que permet fer pa. i se'ls anomena cereals panificables: que són el blat, l'espelta i el sègol).
El consum d'arròs descorticat (arròs blanc) pot provocar una carència en vitamina B1 o tiamina, causa, si no hi ha complements alimentaris, el beri-beri. El consum excessiu de blat de moro, que no hagi seguit el procés de nixtamalització, pot conduir a una carència en vitamina PP, causa de la pel·lagra. En certes persones predisposades el gluten pot provocar la malaltia celíaca, que produeix una atròfia de la mucosa intestinal.

## Importància econòmica
La collita mundial de cereals s'eleva a 2750 milions de tones en 2020, dels quals 762,7 milions de tones ho son de blat, i 508,7 d'arròs, i l'emmagatzemat és de 876 milions de tones.